# Roswell P. Bishop

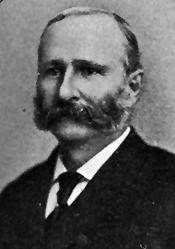
Roswell P. Bishop

Roswell Peter Bishop (* 6. Januar 1843 in Sidney, Delaware County, New York; † 4. März 1920 in Pacific Grove, Kalifornien) war ein US-amerikanischer Politiker. Zwischen 1895 und 1907 vertrat er den Bundesstaat Michigan im US-Repräsentantenhaus.

## Werdegang
Roswell Bishop besuchte die öffentlichen Schulen in seiner Heimat im Staat New York. Anschließend war er selbst für einige Jahre als Lehrer tätig. Zu Beginn des Bürgerkrieges wurde er Soldat im Heer der Union. Im Jahr 1862 wurde er so schwer verwundet, dass sein rechter Arm amputiert werden musste. Dadurch schied er im Dezember dieses Jahres aus der Armee aus. Bis 1872 studierte er an der University of Michigan in Ann Arbor. Nach einem anschließenden Jurastudium und seiner im Jahr 1875 erfolgten Zulassung als Rechtsanwalt begann er in Ludington (Michigan) in seinem neuen Beruf zu arbeiten. In den Jahren 1876, 1878 und 1884 war er Staatsanwalt im Mason County.
Politisch war Bishop Mitglied der Republikanischen Partei. In den Jahren 1882 und 1892 saß er als Abgeordneter im Repräsentantenhaus von Michigan. Bei den Kongresswahlen des Jahres 1894 wurde er im neunten Wahlbezirk von Michigan in das US-Repräsentantenhaus in Washington, D.C. gewählt, wo er am 4. März 1895 die Nachfolge von John W. Moon antrat. Nach fünf Wiederwahlen konnte er bis zum 3. März 1907 sechs Legislaturperioden im Kongress absolvieren. In diese Zeit fiel der Spanisch-Amerikanische Krieg von 1898. Damals kamen auch die Philippinen und Hawaiʻi unter amerikanische Verwaltung. Zwischen 1901 und 1907 war Bishop Vorsitzender des Committee on Ventilation and Acoustics.
1906 wurde Bishop von seiner Partei nicht mehr zur Wiederwahl nominiert. In den folgenden Jahren arbeitete er als Anwalt in Ludington. 1907 war er Delegierter auf einer Versammlung zur Überarbeitung der Staatsverfassung von Michigan. Im gleichen Jahr wurde er Mitglied der Spanish Treaty Claims Commission, die sich mit gegenseitigen Ansprüchen, die sich nach dem Friedensvertrag des Krieges von 1898 ergaben, befasste. Nach der Auflösung dieser Kommission zog Bishop im Jahr 1910 nach Hollister in Kalifornien, wo er im Obstanbau tätig wurde. Er starb am 4. März 1920 in Pacific Grove.